# 高山蔷薇
高山蔷薇（学名：Rosa transmorrisonensis）为蔷薇科蔷薇属下的一个种。

## 扩展阅读
- 維基物種上的相關：高山蔷薇